# Megalocolus properator
Megalocolus properator är en stekelart som först beskrevs av Walker 1862.  Megalocolus properator ingår i släktet Megalocolus och familjen bredlårsteklar. Inga underarter finns listade i Catalogue of Life.